# Parrot Security OS
Parrot OS là một bản phân phối Linux dựa trên Debian tập trung vào bảo mật, quyền riêng tư và lập trình.

## Lõi
Parrot dựa trên Debian nhánh "ổn định" với nhân Linux 6.1. Nó tuân theo một mô hình phát triển "Rolling release".
Môi trường desktop mặc định là MATE và trình quản lý hiển thị là LightDM.
Hệ thống được chứng nhận để chạy trên các thiết bị có RAM tối thiểu là 256 MB và phù hợp với cả kiến trúc bộ xử lý 32-bit (i386) và 64-bit (X86-64). Hơn nữa, dự án có sẵn cho kiến trúc ARMv7 (Cấu trúc ARM).
Vào tháng 6 năm 2017, nhóm Parrot thông báo họ đang xem xét thay đổi từ Debian sang Devuan, chủ yếu là do vấn đề với systemd.
Kể từ ngày 21 tháng 1 năm 2019, nhóm Parrot đã bắt đầu ngừng phát triển ISO 32-bit (i386) của họ.
Vào tháng 8 năm 2020, Parrot OS chính thức hỗ trợ môi trường destkop Xfce.

## Phiên bản
Parrot có nhiều phiên bản dựa trên Debian, với nhiều môi trường desktop khác nhau.

### Home Edition
Parrot OS Home Edition là phiên bản cơ sở của Parrot được thiết kế để sử dụng hàng ngày và hướng đến những người dùng thông thường cần một hệ thống "nhẹ" trên máy tính xách tay hoặc máy trạm của họ.
Việc phân phối rất hữu ích cho công việc hàng ngày. Parrot OS Home Edition cũng bao gồm các chương trình trò chuyện riêng tư với mọi người, mã hóa tài liệu hoặc duyệt Internet ẩn danh. Hệ thống này cũng có thể được sử dụng làm điểm khởi đầu để xây dựng một hệ thống với bộ công cụ bảo mật tùy chỉnh.

### Security Edition
Parrot OS Security Edition được thiết kế để kiểm tra thâm nhập, đánh giá và giảm thiểu lỗ hổng, pháp y máy tính và duyệt web ẩn danh.

### Parrot ARM
Parrot ARM là bản phát hành Parrot nhẹ dành cho các hệ thống embedded. Nó hiện có sẵn cho các thiết bị Raspberry Pi.

### Parrot Architect & IoT
Parrot Architect & IoT không được cài đặt sẵn. Cài đặt bất kỳ phần mềm và môi trường desktop nào với phiên bản này.

## Công cụ Parrot OS
Có nhiều công cụ trong Parrot OS được thiết kế đặc biệt cho các nhà nghiên cứu bảo mật và có liên quan đến kiểm tra thâm nhập. Một vài trong số chúng được liệt kê dưới đây, bạn có thể tìm thấy nhiều hơn trên trang web chính thức.

### Onion Share
Onion Share là một tiện ích mã nguồn mở có thể được sử dụng để chia sẻ các tệp có kích thước bất kỳ qua mạng Tor một cách an toàn và ẩn danh. Sau đó, Onion Share tạo một URL ngẫu nhiên dài mà người nhận có thể sử dụng để tải tệp xuống qua mạng Tor bằng trình duyệt Tor.

### AnonSurf
AnonSurf là một tiện ích giúp giao tiếp của hệ điều hành đi qua Tor hoặc các mạng ẩn danh khác. Theo Parrot, AnonSurf bảo mật trình duyệt web của bạn và ẩn danh IP của bạn.